# ويلفريد آدامز راسيل
ويلفريد آدامز راسيل (بالإنجليزية: Wilfred Adams Russell)‏ هو سياسي أسترالي، ولد في 1874 في أستراليا، وتوفي في 8 يناير 1932 في سيدني في أستراليا. حزبياً، نشط في Country and Progressive National Party ‏. وقد انتخب عضو المجلس التشريعي ولاية كوينزلاند.